# Irene Becker (Serienmörderin)
Irene Becker (* 1952 in Berlin-Hermsdorf) ist eine deutsche Serienmörderin, die in den Jahren 2005 und 2006 als Krankenschwester auf einer kardiologischen Station der Charité mindestens fünf Menschen durch Verabreichung von Medikamenten tötete. In den Medien wurde sie als „Todesengel aus der Charité“, „Schwester Tod“ oder „Todspritzerin“ bezeichnet.

## Leben
Becker hatte 35 Jahre lang als Krankenschwester auf Intensivstationen gearbeitet und galt als pflichtbewusst.
Ihre Taten wurden aufgedeckt, nachdem ein Krankenpfleger eine leere Ampulle im Klinikmüll gefunden und die Klinikleitung von seinem Verdacht hinsichtlich der außergewöhnlich hohen Sterberate auf der Station in Kenntnis gesetzt hatte.
Becker wurde am 29. Juni 2007 vom Landgericht Berlin wegen Mordes in fünf von acht angeklagten Fällen zu lebenslanger Freiheitsstrafe verurteilt. Das Gericht sah hierbei das Mordmerkmal der sonstigen niedrigen Beweggründe als erfüllt an und war der Auffassung, dass sie durch die Taten ihrer Machtbesessenheit Ausdruck verliehen habe.
Auf Revision der Verteidigung änderte der Bundesgerichtshof den Schuldspruch in dreifachen Mord und zweifachen Totschlag, was am Strafmaß nichts änderte.
Eine besondere Schwere der Schuld wurde nicht festgestellt. Der Strafrest war somit gemäß § 57a StGB nach Verbüßung von 15 Jahren zur Bewährung aussetzungsfähig.
2015 kam sie in den offenen Vollzug.
Mit Beschluss der 54. großen Strafkammer des Landgerichts Berlin – Strafvollstreckungskammer – vom 16. März 2022 wurde die Vollstreckung der Restfreiheitsstrafe ab dem 19. April 2022 (Tagesende) zur Bewährung ausgesetzt, die Bewährungszeit beträgt 5 Jahre (554 StVK) (203/20).

## Dokumentationen
- Schwester Tod – Mord auf der Intensivstation, rbb Fernsehen, 2007[5]
- Urteil Mord – Spurensuche hinter Gittern, Staffel 1, Folge 5, Der Todesengel aus der Charité, Sat.1, 2010[6]

## Podcast
- rbb: Schwester Tod - Mord auf der Intensivstation * Im Visier * True-Crime-Podcast * Folge 88 auf YouTube, 16. Februar 2025.
- Funk: Mordlust - #39 Tod im weißen Kittel, 5. Februar 2020